# Look What You Made Me Do
"Look What You Made Me Do" é uma canção da cantora estadunidense Taylor Swift, contida em seu sexto álbum de estúdio Reputation (2017). Foi composta e produzida pela própria em conjunto com Jack Antonoff. Por apresentar demonstrações de "I'm Too Sexy", da banda britânica Right Said Fred, Fred Fairbrass, Richard Fairbrass e Rob Mazoli também são creditados como compositores. A sua gravação ocorreu no Rough Customer Studio no Brooklyn, Nova Iorque. A faixa foi lançada em 25 de agosto de 2017, através da Big Machine Records, servindo como o primeiro single do disco.

## Composição
"Look What You Made Me Do" é uma canção derivada dos gêneros dance-pop, electroclash e electropop. Por apresentar demonstrações de "I'm Too Sexy", da banda britânica Right Said Fred, seus integrantes Richard Fairbrass, Fred Fairbrass e Rob Manzoli também são creditados como compositores. De acordo com Fred, ele e seu irmão foram contatados uma semana antes do lançamento da canção, tendo sido questionados de uma "grande artista feminina contemporânea que não lança nada há algum tempo" — cuja identidade não foi revelada — poderia usar uma parte de "I'm Too Sexy" em seu single. Eles concordaram, mas não descobriram que a artista era Swift até a manhã seguinte ao lançamento da faixa, embora tenham deduzido que era ela baseados na descrição que lhes foi dada. Ambos os irmãos Fairbrass gostaram da canção e aprovaram a demonstração usada, com Fred comentando para a Rolling Stone: "Eu gosto do aspecto cínico da letra, porque 'I'm Too Sexy' é uma música cínica, e acho que ela canalizou isso muito bem".

## Vídeo musical

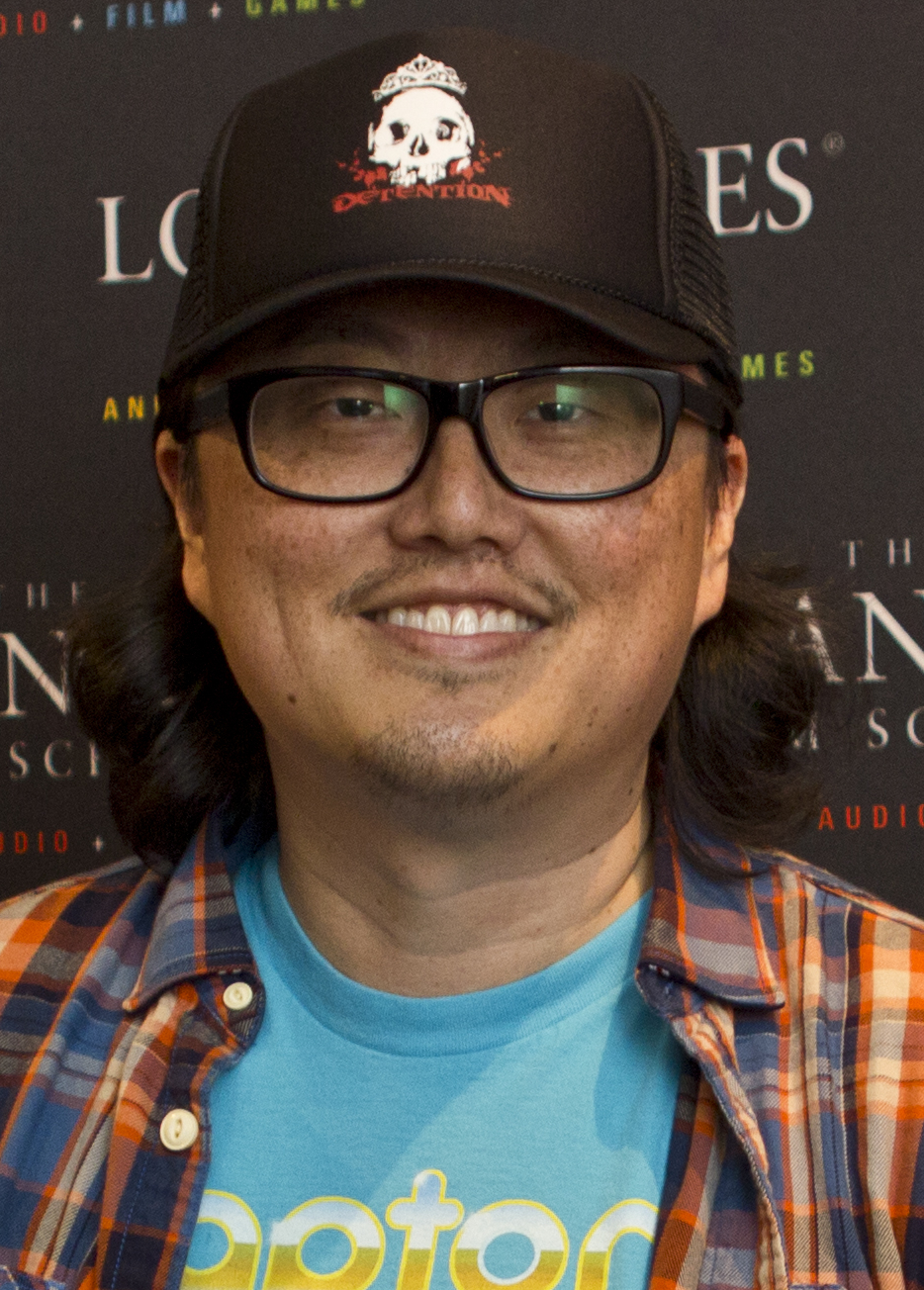
Director Joseph Kahn at the screening of his movie "Detention" at the LA Film School, April 2012.

Em conjunto com a canção, um lyric video, com visuais inspirados no trabalho do cineasta Saul Bass para o filme Vertigo, foi lançado na conta de Swift na plataforma Vevo. A gravação, produzida por Swift e Joseph Kahn, obteve mais de 43 milhões de visualizações durante as primeiras 24 horas no YouTube, superando "Something Just Like This", de The Chainsmokers e Coldplay, como a mais vista do tipo neste período.
Um trecho de 15 segundos do vídeo oficial foi exibido no programa matutino Good Morning America. O produto final estreou durante o MTV Video Music Awards de 2017, ocorrido em 27 de agosto de 2017, no The Forum em Inglewood, Califórnia. Com 43.2 milhões de visualizações, o vídeo quebrou o recorde de mais visto em 24 horas, tanto na Vevo quanto no Youtube, ultrapassando os recordes anteriormente obtidos por "Hello", de Adele (27 milhões), e "Gentleman", de Psy (38.4 milhões). Além disso, o vídeo alcançou cem milhões de visualizações no YouTube em pouco menos de quatro dias, quebrando o recorde antes de "Gentleman", de Psy, que o fez em quatro dias.

## Faixas e formatos
| Download digital |                            |         |  |
| N.º              | Título                     | Duração |  |
| 1.               | "Look What You Made Me Do" | 3:31    |  |

## Créditos
Todo o processo de elaboração de "Look What You Made Me Do" atribui os seguintes créditos:
Gravação
- Gravada no Rough Customer Studio (Brooklyn, Nova Iorque)
- Engenharia feita no Rough Customer Studio (Brooklyn, Nova Iorque)
- Mixada nos MixStar Studios (Virginia Beach, Virgínia)
- Masterizada nos Sterling Sound Studios (Nova Iorque)

Publicação
- Publicada pelas empresas Sony/ATV Tree Publishing/Taylor Swift Music (BMI), Sony/ATV Songs, LLC, Ducky Donath Music (BMI) e Spirit Catalogue Holdings — administrada pela Spirit One Music (BMI)
- Contém demonstrações de "I'm Too Sexy", escrita por Fred Fairbrass, Richard Fairbrass e Rob Manzoli e interpretada por Right Said Fred

Produção
| - Taylor Swift: composição, produção, vocais - Jack Antonoff: composição, produção, programação, instrumentação - Evan Smith: saxofones - Victoria Parker: violinos - Phillip A. Peterson: violoncelos | - Laura Sisk: engenharia - Serban Ghenea: mixagem - John Hanes: engenharia de mixagem - Randy Merrill: masterização |

## Desempenho nas tabelas musicais
| Tabela musical (2017)                                  | Melhor posição |
| ------------------------------------------------------ | -------------- |
| Alemanha (Media Control Charts)                        | 4              |
| Austrália (ARIA Charts)                                | 1              |
| Áustria (Ö3 Austria Top 40)                            | 2              |
| Bélgica (Ultratop 50 de Flandres)                      | 8              |
| Bélgica (Ultratop 40 da Valônia)                       | 39             |
| Canadá (Canadian Hot 100)                              | 1              |
| Colômbia (National-Report)                             | 6              |
| Coreia do Sul (Gaon Music Chart)                       | 15             |
| Dinamarca (Tracklisten)                                | 12             |
| Escócia (The Official Charts Company)                  | 1              |
| Espanha (Productores de Música de España)              | 1              |
| Eslováquia (IFPI Slovenská Republika)                  | 1              |
| Estados Unidos (Billboard Hot 100)                     | 1              |
| Estados Unidos (Pop Songs)                             | 1              |
| Estados Unidos (Adult Pop Songs)                       | 7              |
| Estados Unidos (Adult Contemporary)                    | 19             |
| Estados Unidos (Rhythmic Songs)                        | 20             |
| Estados Unidos (Hot Dance Club Songs)                  | 9              |
| Filipinas (Philippine Hot 100)                         | 1              |
| Finlândia (IFPI Finlândia)                             | 1              |
| França (Syndicat National de l'Édition Phonographique) | 4              |
| Grécia (Greece Digital Songs)                          | 1              |
| Hungria (Magyar Hanglemezkiadók Szövetsége)            | 3              |
| Irlanda (Irish Recorded Music Association)             | 1              |
| Israel (Media Forest)                                  | 8              |
| Itália (Federazione Industria Musicale Italiana)       | 10             |
| Japão (Japan Hot 100)                                  | 7              |
| Luxemburgo (Luxembourg Digital Songs)                  | 5              |
| México (Mexico Airplay)                                | 44             |
| Noruega (VG-lista)                                     | 7              |
| Nova Zelândia (NZ Top 40 Singles)                      | 1              |
| Países Baixos (MegaCharts)                             | 13             |
| Portugal (Associação Fonográfica Portuguesa)           | 4              |
| Reino Unido (UK Singles Chart)                         | 1              |
| Chéquia (IFPI Česká Republika)                         | 1              |
| Suécia (Sverigetopplistan)                             | 9              |
| Suíça (Schweizer Hitparade)                            | 6              |
| União Europeia (Euro Digital Songs)                    | 1              |

| País (Empresa)             | Certificação |
| -------------------------- | ------------ |
| Alemanha (BVMI)            | Ouro         |
| Austrália (ARIA)           | 3× Platina   |
| Bélgica (BEA)              | Ouro         |
| Brasil (Pro-Música Brasil) | Diamante     |
| Canadá (Music Canada)      | 2× Platina   |
| Espanha (PROMUSICAE)       | Ouro         |
| Estados Unidos (RIAA)      | 4× Platina   |
| Itália (FIMI)              | Platina      |
| Nova Zelândia (RMNZ)       | Ouro         |
| Reino Unido (BPI)          | Ouro         |

## Histórico de lançamento
| País           | Data                  | Formato           | Gravadora(s) |
| -------------- | --------------------- | ----------------- | ------------ |
| Mundo          | 25 de agosto de 2017  | Download digital  | Big Machine  |
| Itália         | 25 de agosto de 2017  | Rádios mainstream | Universal    |
| Reino Unido    | 26 de agosto de 2017  | Rádios mainstream | Virgin EMI   |
| Estados Unidos | 29 de agosto de 2017  | Rádios mainstream | Big Machine  |
| Alemanha       | 27 de outubro de 2017 | CD single         | Universal    |